# Carex barrattii
Carex barrattii là một loài thực vật có hoa trong họ Cói. Loài này được Torr. ex Schwein. mô tả khoa học đầu tiên năm 1826.